# Rio Vascão
O rio Vascão ou ribeira do Vascão é um rio português afluente da margem direita do Guadiana que, em grande parte do seu curso, faz fronteira entre as províncias do Alentejo e do Algarve. É o rio português mais longo entre os que não têm barragens ou outras interrupções artificiais. O rio e a zona envolvente estão classificados como sítio Ramsar
A toponímia do nome é mencionada como refereindo-se ao português antigo Vascão, "habitante do país basco". Já segundo Adalberto Alves, no seu controverso Dicionário de Arabismos da Língua Portuguesa, a origem do topónimo Vascão é a palavra árabe baṣqa, «zona pedregosa».
Segundo outros estudiosos, a palavra árabe "basqa" significaria "zona de pedras negras".

## Pêgo da Cascalheira
Uma das áreas de maior interesse ao longo do Rio Vascão é o Pêgo da Cascalheira, situado na freguesia de Santa Cruz, onde se situam os vestígios de vários moinhos de água e açudes. Destaca-se pela sua riqueza natural, sendo o habitat de várias espécies raras, motivo pelo qual está integrada na Zona de Protecção Especial do Vale do Guadiana.

## Património histórico
Entre o património histórico associado ao curso de água destaca-se o Moinho de Água do Vascão, situado na freguesia do Espírito Santo, em Mértola, e que incluía um açude, uma azenha, uma pequena habitação em pedra e um forno.
É atravessado pela Estrada Nacional 122 numa ponte metálica, inaugurada em 1946.

## Afluentes
Na margem esquerda:
- Barranco da Água da Raínha
- Barranco do Vascanito
- Corgo do Vale Covo
- Barranco da Mogueira
- Barranco da Pata de Burro
- Barranco da Aldeia
- Barranco das Cancelas Velhas
- Barranco do Cerro Alto Lobato
- Barranco da Mufa
- Barranco de Altafares

Na margem direita:
- Ribeira de Vasconcilho
- Barranco do Ximeno
- Barranco do Gil Barbeiro
- Barranco do Vale do Freixo
- Barranco da Seiceira
- Ribeira do Vascãozinho
- Barranco da Pereirinha
- Barranco do Pessegueiro
- Barranco da Aldeia Longa
- Barranco Grande
- Barranco de Alcaria Chã
- Barranco do Ribeirão
- Barranco do Alvargil
- Barranco do Malheiro
- Ribeira do Tamejoso